# Gruboskóre

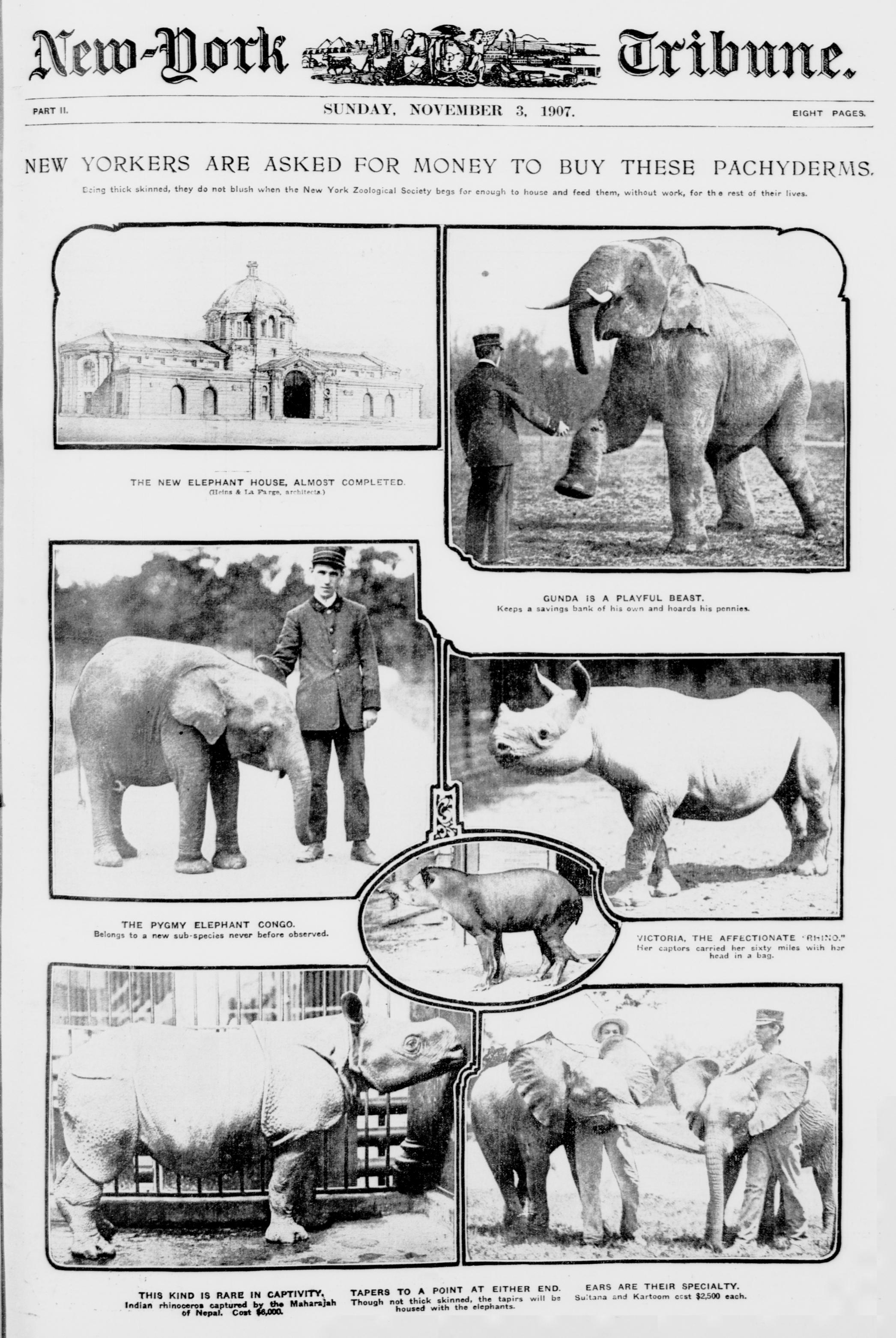
Przedstawiciele różnych gatunków określanych na początku XX wieku jako gruboskóre

Gruboskóre, gruboskórce, gruboskórne (Pachydermata) – wyróżniany głównie w XIX wieku rząd ssaków kopytnych. Jego utworzenie zaproponowali w 1795 Georges Cuvier i Isidore Geoffroy Saint-Hilaire. W systemie Cuviera rząd ten obejmował ssaki kopytne inne niż przeżuwacze, a więc o znacznie zróżnicowanej anatomii. Wśród nich wyróżnione były gruboskórne właściwe, trąbowce i koniowate. Później przenoszono część jego przedstawicieli do innych rzędów, czego skutkiem był m.in. podział na wielokopytowe (utożsamiane z gruboskórymi) i jednokopytowe.
Cechą charakterystyczną miała być gruba, pozbawiona włosów skóra, choć zaliczano tu też ssaki pokryte szczeciną. Tak definiowane gruboskórce obejmują zwierzęta mające od trzech do pięciu palców w stopie zakończonych kopytami, głównie roślinożerne, a współcześnie z reguły ciepłolubne. Z czasem w polskiej literaturze naukowej nazwa gruboskórce została ograniczona do jednego z podrzędów nieparzystokopytnych obejmującego nosorożcowate i tapirowate, czyli Ceratomorpha.
W pierwotnym systemie Cuvier wyróżnił trzy rodziny:
- Proboscidiens (trąbowce)
- Pachydermes ordinaires (hipopotamy, świniowate, anoplotherium, nosorożce, góralki, palaeotherium, tapiry)
- Solipèdes (koniowate).

Podobny rząd wyróżniał Karol Lucjan Bonaparte, nadając mu nazwę Belluae, czyli ociężałe, dzieląc go w następujący sposób:
- Elephantidae
  - Hippopotamina
  - Rhinocerotina
  - Elephantina
- Suidae
  - Tapirina
  - Suina
  - Anoplotherina
- Hyracidae
  - Hyracina
- Equidae
  - Equina

Według jednego z późniejszych systemów używano jako synonimicznej nazwy wielokopytne i dzielono je na:
- szczeciaki (świniowate, pekariowate)
- nieparzystokopytne (nosorożce, tapiry, damany)
- słonie (trąbowate)
- hipopotamy.

Międzynarodowa Unia Ochrony Przyrody wydaje półrocznik naukowy Pachyderm (z podtytułem Journal of the African Elephant, African Rhino and Asian Rhino Specialist Groups) poświęcony głównie ochronie słoni i nosorożców.